# Sezon ogórkowy
Sezon ogórkowy – związek frazeologiczny oznaczający letni okres, w którym nic się nie dzieje.
Słownik języka polskiego PWN podaje definicję jako okres letniego zastoju w życiu kulturalnym, natomiast Wielki słownik języka polskiego PAN rozszerza definicję także o życie społeczne i polityczne.
Określenie to istnieje i jest używane w tym znaczeniu minimum od czasów II Rzeczpospolitej.

## W mediach
Wakacje są sezonem urlopowym, w którym życie kulturalne, społeczne i polityczne zanika, co jest odczuwalne przede wszystkim w mediach. Przyjęło się, że w wakacje – zamiast newsów z polityki i życia gwiazd – pojawiały się w gazetach ceny warzyw, stąd nazwa sezon ogórkowy. W sporcie, kiedy zakończy się sezon, w mediach pojawiają się plotki na temat sportowców.
Grzegorz Zasępa, naczelny Super Expressu, uważa, że sezon ogórkowy w Polsce rozpoczyna się, kiedy pojawia się pierwszy wakacyjny tekst o kleszczach.

## Przykłady
- Wrocław: Libacja na skwerku
- Artykuły o paragonach grozy w miejscowościach turystycznych[4]